# Меланд, Гуннар
Гу́ннар Ме́ланд (норв. Gunnar Meland; род. 21 августа 1947, Тронхейм) — норвежский кёрлингист.
В составе мужской сборной Норвегии участвовал в демонстрационном турнире по кёрлингу на зимних Олимпийских играх 1988; норвежцы стали победителями мужского турнира.

## Достижения
- Зимние Олимпийские игры: золото (1988)[2].
- Чемпионат мира по кёрлингу среди мужчин: золото (1979, 1984), серебро (1978, 1980), бронза (1983).
- Чемпионат Европы по кёрлингу: серебро (1976, 1980), бронза (1979, 1985).
- Чемпионат Норвегии по кёрлингу среди мужчин: золото (1976, 1977, 1978, 1979, 1980, 1981, 1983, 1984).

## Команды
| Сезон   | Четвёртый        | Третий                                  | Второй           | Первый            | Запасной      | Турниры                     |
| ------- | ---------------- | --------------------------------------- | ---------------- | ----------------- | ------------- | --------------------------- |
| 1975—76 | Кристиан Сёрум   | Эйгиль Рамсфьелл                        | Гуннар Меланд    | Гуннар Сигстадстё |               | ЧМ 1976 (6 место)           |
| 1976—77 | Кристиан Сёрум   | Мортен Сёрум (ЧЕ) Эйгиль Рамсфьелл (ЧМ) | Гуннар Меланд    | Гуннар Сигстадстё |               | ЧЕ 1976 · ЧМ 1977 (6 место) |
| 1977—78 | Кристиан Сёрум   | Мортен Сёрум                            | Эйгиль Рамсфьелл | Гуннар Меланд     |               | ЧМ 1978                     |
| 1978—79 | Кристиан Сёрум   | Мортен Сёрум                            | Эйгиль Рамсфьелл | Гуннар Меланд     |               | ЧМ 1979                     |
| 1979—80 | Кристиан Сёрум   | Эйгиль Рамсфьелл                        | Гуннар Меланд    | Харальд Рамсфьелл |               | ЧЕ 1979 · ЧМ 1980           |
| 1980—81 | Кристиан Сёрум   | Эйгиль Рамсфьелл                        | Гуннар Меланд    | Дагфинн Лоэн      |               | ЧЕ 1980 · ЧМ 1981 (4 место) |
| 1982—83 | Эйгиль Рамсфьелл | Шур Лоэн                                | Гуннар Меланд    | Бо Бакке          |               | ЧМ 1983                     |
| 1983—84 | Эйгиль Рамсфьелл | Шур Лоэн                                | Гуннар Меланд    | Бо Бакке          |               | ЧМ 1984                     |
| 1985—86 | Эйгиль Рамсфьелл | Шур Лоэн                                | Гуннар Меланд    | Мортен Скёуг      |               | ЧЕ 1985                     |
| 1987—88 | Эйгиль Рамсфьелл | Шур Лоэн                                | Мортен Сёгор     | Бо Бакке          | Гуннар Меланд | ЗОИ 1988                    |

(скипы выделены полужирным шрифтом)